# سيباستيان نيومان
سيباستيان نيومان (بالفرنسية: Sébastien Neumann)‏ هو لاعب كرة قاعدة فرنسي، ولد في 15 فبراير 1993 في فرساي في فرنسا.